# 石川由依
石川 由依（いしかわ ゆい、1989年5月30日 - ）は、日本の声優、女優。兵庫県出身。mitt management所属。既婚。
代表作は『進撃の巨人』（ミカサ・アッカーマン）、『ヴァイオレット・エヴァーガーデン』（ヴァイオレット・エヴァーガーデン）、『トロピカル〜ジュ!プリキュア』（一之瀬みのり/キュアパパイア）などがある。

## 経歴
- 1995年、6歳で大阪の劇団ひまわりに入団[11]。

- 2005年9月、砂岡事務所に移籍[12]。

- 2014年、第8回声優アワード助演女優賞受賞[13]。

- 2019年4月30日、砂岡事務所の退所を発表[12]。

- 2019年5月10日、「mitt management」所属を発表[14]。

- 2020年1月11日より「石川由依 UTA-KATA Vol.1 〜夜明けの吟遊詩人〜」を3都市6公演で開催[15]。

- 2021年3月6日、第15回声優アワードで主演女優賞受賞[16]。

- 2021年5月30日、一般男性と結婚を発表[7]。

- 2022年9月10日より「石川由依 UTA-KATA Vol.2 〜歌売りの少女〜」を3都市8公演で開催[17]。

- 2025年5月11日、第1子出産を発表[18][19]。

## 人物
特技はクラシックバレエ、ジャズダンス、タップダンス。
憧れおよび尊敬している声優に梶裕貴と井上麻里奈を挙げており、「背中を追いかけたい、優しくて偉大で大好きな先輩」と評している。二人とは、石川の声優人生で転機となった作品『進撃の巨人』のオーディションを同じ組で受けた時からの付き合いであり、梶・井上も共に石川を「戦友」と認め合う間柄で、三人のLINEグループを作って連絡を取り合う等仲が良い。

## 出演
太字はメインキャラクター。

### テレビアニメ
2007年
- ヒロイック・エイジ（ディアネイラ）
- おでんくん（イカちゃん）

2008年
- ドルアーガの塔 〜the Aegis of URUK〜（姫）

2009年
- DARKER THAN BLACK -流星の双子-（ターニャ）

2013年
- 進撃の巨人（2013年 - 2023年、ミカサ・アッカーマン） - 8シリーズ
- ポケットモンスター ベストウイッシュ シーズン2 デコロラアドベンチャー（ホリー）
- ポケットモンスター THE ORIGIN（レイナ）
- ガンダムビルドファイターズ（2013年 - 2015年、コウサカ・チナ） - 2シリーズ
- ルパン三世 princess of the breeze 〜隠された空中都市〜（ユティカ）

2014年
- 蟲師 続章（娘）
- 遊☆戯☆王ARC-V（赤馬零羅、オルガ）
- アイカツ!（2014年 - 2016年、新条ひなき）

2015年
- 終わりのセラフ（雪見時雨）
- 進撃!巨人中学校（ミカサ・アッカーマン）
- 蒼穹のファフナー EXODUS（水鏡美三香）
- DIABOLIK LOVERS MORE,BLOOD（コウ〈少年期〉）

2016年
- うしおととら（カオリ）
- クオリディア・コード（宇多良カナリア）
- ガーリッシュ ナンバー（片倉京）

2017年
- 鬼平（おもよ）
- ロクでなし魔術講師と禁忌教典（ウェンディ＝ナーブレス）
- エロマンガ先生（高砂智恵）
- 闇芝居 5期
- アイカツスターズ!（新条ひなき）
- EVIL OR LIVE（陳大茜）

2018年
- ヴァイオレット・エヴァーガーデン（ヴァイオレット・エヴァーガーデン）
- Fate/EXTRA Last Encore（試写室の少女 / 岸波白野）
- デビルズライン（平つかさ）
- 闇芝居 6期
- はねバド!（海老名悠）
- ルパン三世 PART5（マリー）
- はたらく細胞（2018年 - 2021年、後輩赤血球） - 2シリーズ
- RErideD-刻越えのデリダ-（少女 / アンジュ）

2019年
- けものフレンズ2（キュルル）
- レイトン ミステリー探偵社 〜カトリーのナゾトキファイル〜（カーラ・メレンディ）
- アズールレーン（2019年 - 2020年、エンタープライズ）
- ACTORS -Songs Connection-（音之宮望）
- アサシンズプライド（エリーゼ＝アンジェル）
- アイカツオンパレード!（2019年 - 2020年、新条ひなき）

2020年
- ランウェイで笑って（都村ほのか）
- 妖怪学園Y 〜Nとの遭遇〜（2020年 - 2021年、ゴロミ、ワイルドボーイ、徳田ネナ、真野クロミ、大王路タマヨ 他）
- けだまのゴンじろー（乙姫）
- 新サクラ大戦 the Animation（竜胆カオル）
- アラド:逆転の輪（アイリス・フォーチュンシンガー）
- いわかける! - Sport Climbing Girls -（上原隼）
- 神様になった日（伊座並杏子）
- テイルズ オブ クレストリア-咎我ヲ背負いて彼は発つ-（ミゼラ）

2021年
- ドラゴンクエスト ダイの大冒険 (2020)（2021年 - 2022年、エイミ）
- EX-ARM エクスアーム（アリサ姫神）
- トロピカル〜ジュ!プリキュア（2021年 - 2022年、一之瀬みのり / キュアパパイア）
- 聖女の魔力は万能です（2021年 - 2023年、セイ〈小鳥遊聖〉） - 2シリーズ
- ポケットモンスター（マルプリ）
- バトルアスリーテス大運動会 ReSTART!（エヴァ・ガレンシュタイン）
- さよなら私のクラマー（井藤春名 ）
- アイカツプラネット!（オートクチュールミラー）
- 現実主義勇者の王国再建記（2021年 - 2022年、ジャンヌ・ユーフォリア） - 2シリーズ
- 転生したらスライムだった件（2021年 - 2024年、カガリ） - 2シリーズ
- 白い砂のアクアトープ（南風原知夢）
- チキップダンサーズ（2021年 - 2023年、りんごあめ、だんご 他） - 3シリーズ
- 境界戦機（2021年 - 2022年、I-LeS ケイ） - 2シリーズ
- 海賊王女（アリア）

2022年
- ハコヅメ〜交番女子の逆襲〜（藤聖子）
- プラチナエンド（弓木愛美）
- 明日ちゃんのセーラー服（水上りり）
- ブラック★★ロックシューター DAWN FALL（ブラックロックシューター〈エンプレス〉）
- ラブライブ!虹ヶ咲学園スクールアイドル同好会（川本美里）
- アークナイツ（2022年 - 2023年、リスカム） - 2シリーズ

2023年
- 氷属性男子とクールな同僚女子（冬月さん）
- NieR:Automata Ver1.1a（2023年 - 2024年、2B、2Bモデル） - 2シリーズ
- アリス・ギア・アイギス Expansion（百科文嘉）
- デキる猫は今日も憂鬱（福澤幸来）
- SYNDUALITY Noir（2023年 - 2024年、エイダ） - 2シリーズ
- 聖剣学院の魔剣使い（リーセリア・レイ・クリスタリア）
- 薬屋のひとりごと（2023年 - 2025年、梨花妃） - 2シリーズ
- アンデッドアンラック（2023年 - 2024年、ムイ）
- 鴨乃橋ロンの禁断推理（速水）

2024年
- 外科医エリーゼ（エリーゼ・ド・クロレンス〈高本葵〉）
- 喧嘩独学（朝宮夏帆）
- オーイ!とんぼ（2024年 - 2025年、音羽ひのき）
- 夏目友人帳 漆（守永蒼子）

2025年
- 天久鷹央の推理カルテ（倉本葵）
- サラリーマンが異世界に行ったら四天王になった話（シルフィード）
- 想星のアクエリオン Myth of Emotions（セドナ）
- 誰ソ彼ホテル（面頭 / 実流寺清江）
- 俺だけレベルアップな件 Season 2 -Arise from the Shadow-（カナ）
- 謎解きはディナーのあとで（森雛子）
- GUILTY GEAR STRIVE: DUAL RULERS（ユニカ）
- 完璧すぎて可愛げがないと婚約破棄された聖女は隣国に売られる（フィリア・アデナウアー）
- 機動戦士Gundam GQuuuuuuX（ニャアン） - 2025年に劇場先行版が公開
- CITY THE ANIMATION（泉わこ、神様）
- 勇者パーティーを追放された白魔導師、Sランク冒険者に拾われる 〜この白魔導師が規格外すぎる〜（リナ）
- 地縛少年花子くん2（寧々の母）
- 私を喰べたい、ひとでなし（近江汐莉）
- 永久のユウグレ（ユウグレ）
- 異世界マンチキン -HP1のままで最強最速ダンジョン攻略-（ルミリア・シャーウッド）

### 劇場アニメ
2012年
- ねらわれた学園（曽我はるか）

2014年
- 劇場版 進撃の巨人（2014年 - 2018年、ミカサ・アッカーマン） - 3作品
- アイカツ！シリーズ（2014年 - 2025年、新条ひなき） - 5作品

2016年
- 映画 聲の形（佐原みよこ）

2019年
- ヴァイオレット・エヴァーガーデン 外伝 - 永遠と自動手記人形 -（ヴァイオレット・エヴァーガーデン）
- 映画 スター☆トゥインクルプリキュア 星のうたに想いをこめて（ハイドロ）
- キミだけにモテたいんだ。（堀ノ宮早紀子）

2020年
- 劇場版 ヴァイオレット・エヴァーガーデン（ヴァイオレット・エヴァーガーデン）
- モンスターストライク THE MOVIE ルシファー 絶望の夜明け（ゼフォン）

2021年
- 映画 トロピカル〜ジュ!プリキュア プチ とびこめ!コラボ♡ダンスパーティ!（一之瀬みのり / キュアパパイア）
- 機動戦士ガンダム 閃光のハサウェイ（エメラルダ・ズービン）
- 映画 トロピカル〜ジュ!プリキュア 雪のプリンセスと奇跡の指輪!（一之瀬みのり / キュアパパイア）

2022年
- とんがり頭のごん太 〜2つの名前を生きた福島被災犬の物語〜（吉野由紀）
- わたしだけのお子さまランチ（キュアパパイア）

2024年
- ゼーガペインSTA（バスフォータ）

### OVA
- XXXHOLiC 春夢記（2009年、旅館の女の子）
- 進撃の巨人（2014年 - 2018年、ミカサ・アッカーマン） - 原作第13・14巻・26巻限定版
- デビルズライン（2018年、平つかさ） - 原作第12巻OAD付限定版
- エロマンガ先生（2019年、高砂智恵）
- 蒼穹のファフナー THE BEYOND（2019年 - 2021年、水鏡美三香[106]）
- アリス・ギア・アイギス 〜ドキッ！アクトレスだらけのマーメイドグランプリ♡〜（2021年、百科文嘉[107]） - OVA視聴用QRコード同梱商品
- 東方二次創作同人アニメ 「秘封活動記録 -運命-」（2021年、十六夜咲夜）

### Webアニメ
- Bonjour♪恋味パティスリー（2014年、春野小百合[108]）
- ガンダムビルドファイターズ GMの逆襲（2017年、コウサカ・チナ）
- ガンダムビルドファイターズ バトローグ（2017年、チナッガイ）
- モンスターストライク（2018年、ゼフォン）
- 薄明の翼（2020年、マリィ、クララ[109]）
- ふたり分の証明（2022年、岸遥香[110]）
- 『今日、私の物語が走ります。』日本中央競馬会テレビCM特別版(ロングバージョン)（2023年、JRA公式Youtube、公式Twitter、[111]獣医師役[112]）
- しんでゅありてぃ科学講座（2023年、エイダ）
- 陰陽師（2023年、露子[113]）

### ゲーム
2013年
- 進撃の巨人 人類最後の翼 / 未来の座標（2013年 - 2017年、ミカサ・アッカーマン）- 3作品
- チェインクロニクル（イッシー）

2014年
- 82Hブロッサム（渡辺香苗）
- アイカツ! 365日のアイドルデイズ（新条ひなき）
- グランブルーファンタジー（2014年 - 2017年、ロザミア、ミカサ）
- 神撃のバハムート（ディアナ、ロザミア）
- ソードアート・オンライン シリーズ（2014年 - 2023年、フィリア） - 8作品

2015年
- アイカツ! My No.1 Stage!（新条ひなき）
- 終わりのセラフ 運命の始まり（雪見時雨）
- サドンアタック （戦闘美少女 / みほ、あみ）
- 白猫プロジェクト（2015年 - 2021年、ナンシー・ナーシェル、ルナ・クリストフ)
- HOUNDS （エクストラボイス/新兵）
- ファイアーエムブレムif（リンカ）
- ロイヤルフラッシュヒーローズ（サーシャ・クルスカヤ）

2016年
- アイカツ! フォトonステージ!!（新条ひなき）
- オルタンシア・サーガ -蒼の騎士団-（カルラ）
- 進撃の巨人（ミカサ・アッカーマン）
- すくみず!〜すくみ荘ミッションZ〜（火野朔夜）
- ドリフトガールズ（福井真奈美）
- ブレイブソード×ブレイズソウル（ヴェロニカ＝エフ、ヴェロニカ）
- ポッ拳 POKKÉN TOURNAMENT Wii U版（アン）
- レコラヴ Blue Ocean / Gold Beach（如月凜世）
- ロードス島戦記オンライン（シャーマン）

2017年
- ニーア オートマタ（2B〈ヨルハ二号B型〉）
- アナザーエデン 時空を超える猫（イスカ）
- 進撃の巨人 死地からの脱出（ミカサ・アッカーマン）
- SINoALICE -シノアリス-（ヨルハ二号B型）
- 神式一閃 カムライトライブ（スイ）
- アズールレーン（2017年 - 2023年、エンタープライズ） - 2作品
- デスティニーチャイルド（イブ）

2018年
- 戦国アスカZERO（市川團十郎、永倉新八、紫の上、坂上田村麻呂、獅子王）
- アリス・ギア・アイギス（2018年 - 2024年、百科文嘉、我龍絵美）
- スターオーシャン:アナムネシス（2B、ミカサ・アッカーマン）
- エターナルリンケージ 〜蒼穹のアムネシア〜（カサンドラ）
- 進撃の巨人2（ミカサ・アッカーマン）
- 御城プロジェクト:RE（キャメロット城、ケルフィリー城、麗江古城、志波城、大溝城、ミカサ・アッカーマン）
- 二ノ国II レヴァナントキングダム（アルフィニー）
- レイヤードストーリーズ ゼロ（イリーナ）
- 逆転オセロニア（ミカサ・アッカーマン、ネルガル）
- OVERHIT（レン）
- World of Warships（エンタープライズ）
- Fate/EXTELLA LINK（マスター〈女性〉）
- War Song（イレーネ）
- 機動戦隊アイアンサーガ（ヒルダ、セレニティ、メフィス）
- ドールズフロントライン（ゲーガー、フェドロフ）
- PUBG MOBILE（クイックチャットボイス）
- 蒼青のミラージュ（ビスマルク）
- スーパーロボット大戦X-Ω（新条ひなき）
- ヴァルキリーアナトミア -ジ・オリジン-（ミカサ・アッカーマン）
- ソウルキャリバーVI（ヨルハ二号B型） - DLC追加キャラクター

2019年
- 共闘ことばRPG コトダマン（ミカサ・アッカーマン）
- LoveR（姫乃樹凜世）
- 東京クロノス（二階堂華怜）
- いつでも はたらく細胞（後輩赤血球）
- エンゲージプリンセス〜眠れる姫君と夢の魔法使い〜（メルディ）
- EVE rebirth terror（深浦麻世）
- Witch's Weapon -魔女兵器-（虎千代）
- トリカゴ スクラップマーチ（不明）
- ファンタジーライフ オンライン（ルージュ）
- パズル&ドラゴンズ（ミカサ・アッカーマン）
- 最果てのバベル（マイリージャ）
- ドラえもん のび太の牧場物語（ヴィーナ）
- 進撃の巨人2 -Final Battle-（ミカサ・アッカーマン）
- 蒼藍の誓い ブルーオース（吹雪、カールスルーエ）
- CLOSERS（パイ＝ウィンチェスター）
- 機動都市X（伊織）
- ガール・カフェ・ガン（宮本キャサリン）
- 白き鋼鉄のX THE OUT OF GUNVOLT（ブレイド）
- TERA ORIGIN（ネフェルタ）
- 剣が刻（葵）
- ドラゴン＆コロニーズ（美雪アンナ / ガンナーミネルヴァ）
- ボーダーレイン-君臨ノ境界-（ユイ、リン、ロガ）
- アッシュアームズ-灰燼戦線-（Yak-7、センチュリオンMK.I）
- revisions next stage（水瀬月咲）
- 崩壊学園（無色輝火）
- WAR OF THE VISIONS ファイナルファンタジー ブレイブエクスヴィアス 幻影戦争（キトン）
- 錬神のアストラル（蜂須賀伽月）
- Bright Memory -光明記憶-（シア）
- 〈物語〉シリーズ ぷくぷく（ミカサ・アッカーマン）
- ラブライブ！ スクールアイドルフェスティバル ALL STARS（川本美里）
- 新サクラ大戦（竜胆カオル）
- CODE:SEED -星火ノ唄-（ヘラクレス、安倍晴明）

2020年
- アークナイツ（リスカム、ナイチンゲール）
- VGAME（エヴァロール・リナ）
- ローリングスフィア（アンタレス、アルファルド）
- LoveR Kiss（姫乃樹凜世）
- SAMURAI SPIRITS（真鏡名ミナ） - DLC追加キャラクター
- 妖怪ウォッチ ぷにぷに（2020年 - 2021年、ゴロミ、ワイルドボーイ、プー、ミカサ・アッカーマン）
- デジモンリアライズ（もん）
- モンスターストライク（2020年 - 2025年、ゼフォン、ミカサ・アッカーマン、アビス、梨花妃、ニャアン）
- ファイアーエムブレム ヒーローズ（2020年 - 2025年、リンカ、ティニー）
- ラングリッサー モバイル（謎の騎士）
- セイクリッドブレイド（カレン）
- 白猫テニス（ミカサ・アッカーマン、ルナ）
- フィーバーダンク（アンジェラ、ティナ）
- 七つの大罪 〜光と闇の交戦〜（ミカサ・アッカーマン）
- ラストオリジン（アザゼル、AG-2Cセイレーン、ダークエルブンフォレストレンジャー）
- テイルズ オブ クレストリア（ミゼラ）
- 獅子の如く〜戦国覇王戦記〜（ミカサ・アッカーマン）
- 妖怪学園Y 〜ワイワイ学園生活〜（ゴロミ、ワイルドボーイ、徳田ネナ）
- Sdorica（ティトリマ）
- エデンの扉（ガブリエル）
- イリュージョンコネクト（アンジェラ、フロンティア、アイボー）
- 荒野行動（ミカサ・アッカーマン）
- ALTDEUS: Beyond Chronos（アニマ）
- パニシング:グレイレイヴン（ルシア、2B）
- ラストクラウディア（人型掃討兵器アリス、2B）

2021年
- ちょいと召喚！モンスターバスケット（独り占めヘカトンケイル、猛虎ナタク、闇堕ち白雪姫、天使長ミカエル）
- NieR Re[in]carnation（2B、2P、『彼女』）
- リネージュ2M（レジーナ）
- 世界革命RPG ロードオブヒーローズ（オルガ）
- NieR Replicant ver.1.22474487139...
- 黒騎士と白の魔王（アーカーシャ）
- Re:ステージ!プリズムステップ（エヴァ・ガレンシュタイン）
- 神田アリス も 推理スル。（佐和良義宝珠）
- カウンター・アームズ（九江、P-51 マスタング、ナルヴィク）
- オクトパストラベラー 大陸の覇者（リ・トゥ、カルドナ、2B、アイラ）
- ブラック・サージナイト（アトランタ）
- Fate/Grand Order（2021年 - 2025年、モルガン / トネリコ、岸波白野〈女性〉） - 2作品
- 白夜極光（キシローナ、Ms.ブラン）
- イース6 オンライン〜ナピシュテムの匣〜（オルハ）
- パズルガールズ（タシュケント、ウィンド・オブ・イサカ）
- 終末のアーカーシャ（ベアトリーチェ）
- State of Survival（ベッカ）
- クッキーラン: キングダム（ムーンライト魔術師クッキー）
- 英雄伝説 黎の軌跡（リゼット・トワイニング）
- ドラガリアロスト（クイン）
- ドラゴンクエストX 天星の英雄たち オンライン（2021年 - 2023年、ユーライザ、レクタリス）
- セブンナイツ2（コゼット）
- Bright Memory: Infinite（シア）
- 放置少女〜百花繚乱の萌姫たち〜（ハンニバル、大司命、アーサー）
- アーテリーギア-機動戦姫-（デラ）
- グランサガ（サビーナ）

2022年
- 進撃の巨人 Brave Order（ミカサ・アッカーマン）
- ヴェルヴェット・コード（大鳳、レキシントン）
- 山海〜神話の世界を覗く異界万華鏡〜（殊華）
- NARAKA: BLADEPOINT（顧清寒）
- ソウルタイド（ドライツェーン）
- ガーディアンテイルズ（アンドロイド Mk.99、AA72、Mk.2）
- ヴァルキリーコネクト（スヴェイズ、コハク）
- 八月のシンデレラナイン（光田つばめ）
- ラピスクロニクル -英雄王冠-（ミカサ・アッカーマン）
- エターナルツリー（レニ、ガミュギュン、ジュリエット）
- ＃コンパス 戦闘摂理解析システム（2B）
- 暁ノ天刃録（遥香）
- 麻雀一番街（赤羽アテナ、五月女百合香）
- モンスターハンターライズ（フィオレーネ）
- テイルズ オブ ザ レイズ（ミゼラ）
- チキップダンサーズ ノリノリダンスでこころもおどる（りんごあめ、だんご ほか）
- ANONYMOUS;CODE（ロザリオ・ロザリーニ）
- ミリオンモンスター（ミカサ・アッカーマン）
- Tower of Fantasy（幻塔）（メリル）
- 少女廻戦（張良、陳平）
- フィギュアストーリー（エンプレス[ブラックロックシューター]）
- シン・クロニクル（ロワーナ）
- アリス・ギア・アイギスCS 〜コンチェルト オブ シミュラトリックス〜（百科文嘉）
- Voice of Cards 囚われの魔物（ゲームマスター）
- フェアリーフェンサー エフ Refrain Chord（フルール）
- ノフランド物語（シャーロット・ヴィヴィアン）
- ディスクロニア:クロノスオルタネイト（エレイン・コーディア）
- ヴァルキリーエリュシオン（ヒルド）
- 英雄伝説 黎の軌跡 II -CRIMSON SiN-（リゼット・トワイニング）
- ブラウンダスト（クマリ）
- クァンタムマキ（書染）
- セガNET麻雀 MJ（2022年 - 2023年、ミカサ・アッカーマン、ハイテイ） - 2作品
- 勝利の女神:NIKKE（ラピ、2B、ラピ：レッドフード）
- 天空のアムネジア（伊達政宗）
- 三国ドライブ（徐庶）
- ミシックヒーローズ（ナーガ）
- ブラック★ロックシューター FRAGMENT（エンプレス[ブラックロックシューター]）

2023年
- ブルーアーカイブ -Blue Archive-（2023年 - 2024年、飛鳥馬トキ）
- メメントモリ（オフィーリア）
- 大航海時代 Origin（カタリーナ・エランツォ、マリア・マルガレータ・キルヒ、バーバラ・パーマー）
- IDOLY PRIDE（大須賀れもん）
- Dislyte〜神世代ネオンシティ〜（モナ）
- 機動戦士ガンダム アーセナルベース（コウサカ・チナ）
- 崩壊:スターレイル（女性主人公）
- アフターイメージ（ライネ）
- オメガストライカーズ（エラ）
- エーテルゲイザー（ツクヨミ）
- 超探偵事件簿 レインコード（ハララ＝ナイトメア）
- 白夜極光（ブラン・洗心）
- ディフェンスダービー（アエラ）
- 原神（クロリンデ）
- 三国志アナザー〜星将の願い〜（貂蝉）
- インフィニティ ストラッシュ ドラゴンクエスト ダイの大冒険（エイミ）
- 無期迷途（ラーフ）
- リバース:1999（ドルーヴィスIII）
- NARUTO X BORUTO ナルティメットストームコネクションズ（うちはナナシ）
- サンローラン騎士団（ルイス）

2024年
- ラグナドール 妖しき皇帝と終焉の夜叉姫（阿修羅）
- Land Arcana-ふしぎの大陸-（双銃士、魔導士）
- 逆コーラップス：パン屋作戦（リゲル）
- 星になれ ヴェーダの騎士たち（ヴェーダ・アストライア）
- ユグドラリバース（カリン）
- 新宿葬命（六堂凛音）
- グランブルーファンタジー ヴァーサス -ライジング-（2B） - DLC追加キャラクター
- Rise of the Ronin（主人公）
- 鳴潮（秧秧）
- 勇者コネクト（無念）
- クラッシュフィーバー（アティード）
- AFK:ジャーニー（ライカ）
- おねがい社長!（文月渚）
- 聖剣伝説 VISIONS of MANA（ヒナ）
- シンギュラリティ×ラブストーリー（白鷗）
- 英雄伝説 界の軌跡 -Farewell, O Zemuria-（リゼット・トワイニング）
- デュエル・マスターズ プレイス（スペル・デル・フィン、アダムスキー）
- 東方幻想エクリプス（霊烏路空）
- Wizardry Variants Daphne（プルグリット）
- メタファー：リファンタジオ（マリア）
- カルドアンシェル（ブレイド）
- ウマ娘 プリティダービー（シュガーライツ）
- 電気街の喫茶店（ほのか）
- 星の翼（ケルビム、カタリナ）
- Strinova（フラグランス）
- ミステリーの歩き方（南条有栖）
- ヒバリでなくナイチンゲールでもなく（夕霧しずく）

2025年
- SYNDUALITY Echo of Ada（エイダ）
- 俺だけレベルアップな件：ARISE（カナ）
- ファンタジーライフi グルグルの竜と時を盗む少女（ルージュ、クーナ）
- GUILTY GEAR -STRIVE-（ユニカ） - DLC追加キャラクター
- SDガンダム GGENERATION ETERNAL（ニャアン）
- 龍の国 ルーンファクトリー（カグヤ）
- シャインポスト Be Your アイドル!（東江凪）
- 機動戦士ガンダム アーセナルベース（ニャアン）
- ROAD59 -新時代任侠区- 摩天楼モノクロ抗争（門崎彗）
- 運命のトリガー:THE NOVITA（シヤ）

時期未定
- デュエットナイトアビス（ベレニカ）
- ファントムブレイド：断罪者（沐小葵）

### ドラマCD
- ヒロイックエイジ
  - 『ヒロイックエイジ SIDE WAYII』
  - 『ヒロイックエイジ オリジナルサウンドトラックアルバムI』
  - 『ヒロイックエイジ オリジナルサウンドトラックアルバムII』
- アクエリアンエイジ10thアニバーサリードラマCD2 〜我が種族の繁栄の為なら、ひと肌脱ごう。〜 （2009年、ロッソ）
- 進撃の巨人ドラマCD（別冊少年マガジン2014年1月号付録）「兵長VS.ミカサ 怒涛の掃除バトル」（2014年、ミカサ）
- ソードアート・オンライン 1番くじプレミアム E賞 オリジナルCD （2014年）
- 終わりのセラフ 一瀬グレン、16歳の破滅（2015年、雪見時雨） - 第6巻限定版付属CD
- アイカツ!（新条ひなき）
  - アイカツ！ミュージックアワード 録り下ろしオリジナルドラマCD
  - アイカツ! ねらわれた魔法のアイカツ!カード オリジナルドラマCD
  - TVアニメ/データカードダス『アイカツ!』&『アイカツスターズ!』スペシャルドラマCD
- ドラマCD アズールレーン【ユニオン編 II】（2019年、エンタープライズ）
- ドラマCD「アリス・ギア・アイギス 〜水着にまつわるエトセトラ〜」（2022年、百科文嘉[317]）
- 感涙デトックス朗読 ボクと7通の手紙（2024年、朗読）

### ラジオドラマ
- 青春アドベンチャー『しゃばけ』（2002年：NHK-FM）鳴家 役
- 青春アドベンチャー『しゃばけ2』（2004年：NHK-FM）鳴家 役
- FMシアター『焼け跡の天女』 （2005年：NHK-FM）ミホ 役
- 青春アドベンチャー『風神秘抄』 （2006年、2007年：NHK-FM）糸世 役
- 特集オーディオドラマ『雪姫　遠野おしらさま迷宮』（2011年：NHK-FM）
- 青春アドベンチャー『砂漠の歌姫』（2011年：NHK-FM）ユン 役
- 青春アドベンチャー『月蝕島の魔物』（2012年：NHK-FM）メープル 役
- 青春アドベンチャー『髑髏城の花嫁』（2013年：NHK-FM）メープル 役
- 青春アドベンチャー『クリスマス・キャロル』（2013年：NHK-FM）マーサ 役
- 特集オーディオドラマ『交響詩 ジーンとともに〜たった一羽の渡り鳥〜』（2014年：NHK-FM）ヒナ 役
- ラジオシアター〜文学の扉（2014年9月14日・21日：TBSラジオ）「アーカイブ：らじこん、TBSラジオ→ラジオシアター〜文学の扉」[注 1]
- 青春アドベンチャー『タランの白鳥』（2015年12月4日 - 2015年12月18日：NHK-FM）むすめ 役
- FMシアター「宮沢賢治生誕120年企画、劇作家競作シリーズ・賢治の声を探して その4」『ケンタウルと天使の矢』（2016年7月30日：NHK-FM）
- 特集オーディオドラマ 「アシマの銃、セギルの草笛」（2017年1月2日：NHK-FM）[318]
- 青春アドベンチャー『水晶宮の死神』（2017年：NHK-FM）メープル 役
- 青春アドベンチャー『夢みるゴシック それは怪奇なセレナーデ』（2019年：NHK-FM）ポーリーン 役
- 青春アドベンチャー『夢みるゴシック それは常世のレクイエム』（2019年：NHK-FM）ポーリーン 役
- 青春アドベンチャー『時めがね 金沢うた絵巻』（2020年：NHK-FM）綾野 役[319]
- 青春アドベンチャー『ヨコハマ・ジャスミンホテル』（2021年：NHK-FM）小夜 役[320]
- 青春アドベンチャー『黒十字の魔女 ヴィクトリア朝怪奇冒険譚外伝』（2021年：NHK-FM）メープル 役[321]

### デジタルコミック
- dTV・Beeマンガ 進撃の巨人（2015年、ミカサ・アッカーマン[322]）
- 花嫁未満エスケープ（2021年、柏崎ゆう[323]）
- ホタルの嫁入り（2023年、桐ヶ谷紗都子[324][325]）
- ツーオンアイス(2023年、 早乙女綺更 [326])
- 生物兵器の君へ（2023年、成瀬[327]）
- 占い師には花騎士の恋心が見えています（2023年、シルル・べディート[328]）
- 推し（嘘）の筆頭魔術師様が「俺たち、両思いだったんだね」と溺愛してくるんですが!?（2024年、エルナ・ノールズ[329]）

### 吹き替え

#### 担当女優
ダニエラ・ピネダ
- ジュラシック・ワールドシリーズ（2018年 - 2022年、ジア・ロドリゲス）※劇場公開版
  - ジュラシック・ワールド/炎の王国
  - ジュラシック・ワールド/新たなる支配者

- What/If 選択の連鎖（2019年、キャシディ）

#### 映画（吹き替え）
- 移動都市/モータル・エンジン（2019年、ヘスター・ショウ〈ヘラ・ヒルマー〉[332]）
- 生魂（2023年、蕭情〈王一菲〉[333]）

#### ドラマ
- HAWAII FIVE-0 シーズン4 #20（2014年、ドーン・ハットフィールド〈サーシャ・ピーターズ〉）
- アストリッドとラファエル3 文書係の事件録（2023年）
- FBI：インターナショナル2（2023年、パルマ）
- ザ・クラウン シーズン6（2023年、ケイト・ミドルトン〈メグ・ベラミー〉）
- 涙の女王（2024年、チョン・ダヘ〈イ・ジュビン〉）
- ギャップ・ザ・シリーズ（2024年、リサ〈プライヤー･パドゥンスック（Milky）〉[334]）

#### アニメ
- 烈火澆愁（2024年、谷月汐 / グー・ユエシー[335]）
- 齢5000年の草食ドラゴン、いわれなき邪竜認定 season2（2024年、ヴァネッサ[336]）

### ラジオ
※はインターネット配信。
- アルゴノート・チャンネル（2007年、ヒロイック・エイジwebラジオ※）
- 野中藍・石川由依のラジオ Operating System（2013年 - 2015年、文化放送 超!A&G+※）
- A&G Girls Project Trefle（2013年 - 2015年、文化放送 超!A&G+※）
- ソードアート・オンライン -ホロウ・フラグメント-（2014年、funラジオ※）
- 超!A&G+スペシャル 声優アワード受賞者発表スペシャル!（2015年、文化放送 超!A&G+※）
- 進撃!巨人中学校 ほうかごらじお（2015年 - 2016年、音泉※）
- ラジオ クオリディア・コード 南関東三都市防衛機構放送部（2016年、HiBiKi Radio Station※）[337]
- ラジオレコラヴ!〜ドキドキアップロード♪〜（2016年 - 2017年、音泉※）[338]
- Linked Horizon『真実への進撃』スペシャル特番 出演者：Revo、石川由依（2019年6月21日、超!A&G+※）[339]
- ハコラジ〜声優女子の逆襲〜（2022年、音泉※）[340]
- TVアニメ「聖女の魔力は万能です Season2」〜セイとリズのお茶会ラジオ〜（2023年、音泉※）[341]

### CM
- 『マガジンZ』（2007年：CM、講談社 声の出演）
- NEC『VALUESTAR F“光る指篇”』（ラジオCM）
- 東芝 dynabook 「I'm possible」篇（2011年、出演）
- 「ClariS」『Gravity』宇多良カナリア(CV：石川由依)ナレーションver.（2016年7月、テレビCM）
- PS4版『NieR:Automata』CMナレーション（2017年2月、テレビCM）
- 『チェインクロニクル3』×TVアニメ『進撃の巨人』コラボCM 巨チェイン篇（2017年4月、テレビCM、YouTube）
- 『チェインクロニクル3』×TVアニメ『進撃の巨人』コラボCM コラボ慣れ篇（2017年4月、テレビCM、YouTube）
- 『チェインクロニクル3』×TVアニメ『進撃の巨人』コラボCM ミカサ特典篇（2017年4月、テレビCM、YouTube）
- 『amazarashi LIVE 360°「虚無病」』番組宣伝ナレーション（AbemaTV）[342]
- 日本中央競馬会2023年ブランドCM『今日、私の物語が走ります。』(2023年、テレビCM、獣医師役 [343][344])

### PV
- 『空気が「読める」新入社員と無愛想な先輩』PV（2022年、忍川怜[345]、怜空気ちゃん）
- 『サブスクの子と呼ばれて』PV（2022年、仄花[346]）
- 『恋する魔女はエリート騎士に惚れ薬を飲ませてしまいました 〜偽りから始まるわたしの溺愛生活〜』PV・挿しボイスコード（2023年、セシリー[347]）
- 『きみが死ぬまで恋をしたい』（著：あおのなち）第6巻発売記念PV（2023年、モード・アリ[348]）
- 『SignWitch -サインウィッチ-』PV（2024年、アリーズ[349]）
- 『シャドウ・アサシンズ・ワールド』コミカライズ連載開始&原作小説1巻発売記念PV（2024年、クロ[350]）

### ナレーション
- 世界大惨事大全「スペースシャトル コロンビア号 空中分解事故」（2022年4月28日、NHK BSプレミアム） - 語り[351]
- 林修のレッスン!今でしょ 木曜臨時レッスン 秘められた謎に迫る!名画ミステリーSP（2022年6月30日、テレビ朝日）
- 林修のレッスン!今でしょ 源頼朝ミステリーSP（2022年7月5日、テレビ朝日）
- プレデター in パラダイス（2022年9月22日 - 10月6日、ナショナルジオグラフィック）[352]
- 男鹿フェス 2022 僕たちの熱い夏 完全版！（2022年9月27日、NHK総合（秋田県域）） - 語り[353]
- THE ERROR 失敗の法則（2022年10月27日 - 、NHK BSプレミアム） - 語り[354]
- 林修の今知りたいでしょ! 2.5時間SP (2023年11月23日、テレビ朝日)
- 1万人が選ぶ! ついに決定! 令和・平成・昭和 お菓子ランキング (2023年12月23日、テレビ朝日)
- 名刺代わりに問題です。（2024年2月24日 - 、テレビ東京）[355]

### テレビ番組
※はインターネット配信。
- 石川由依・田上真里奈・高宗歩未の「3CAN詩音」（2014年8月15日 - 2016年12月16日、ニコニコ動画※「セカンドショットちゃんねる」）不定期更新[356]
- GODENGINE TV（2016年4月8日 - 8月14日、TOKYO MX）MC
- 一木千洋と石川由依の ソクリベ革命委員会（2016年7月6日 - 9月2日、openrec.tv※、SEGA※）MC
- コンとコトン（2019年2月15日、NHK総合）
- ASMRホラー「カノジョの周りでは怪奇現象が日常茶飯事」（2020年11月14日 - 2021年2月20日、エンタメ〜テレ）[357]
- 石川由依・長谷川里桃のお茶の間たいむ！（2021年10月4日 - 、ニコニコ動画※）[358]

### 舞台
- ムーンライトチルドレン（2003年）
- ストレンジャー・フォー・クリスマス（2003年）アイリーン役
- あしたのあたしかなたのあなた（2003年）フブキ役
- 劇団ひまわり創立50周年記念公演『赤毛のアン』（2003年）アン＝シャーリー役
- コルチャック先生（2003年／世田谷パブリックシアター）ナタルカ役
- 家なき子（2004年）アーサー役
- ミュージカル 家なき子（2004年／栗田芳宏：演出）アーサー役
- ミュージカル 空色勾玉（2004年）主人公 狭也役
- ミュージカル 秘密の花園（2005年）主人公 メアリ役
- 森は生きている（2006年）3月の精役
- 森は生きている（2007年）主人公 娘役
- ミュージカル 銀河鉄道の夜（2008年）ジョバンニ役 等
- 森は生きている（2009年）
- 豊島区吹奏楽団 Spring Concert 2010〜（2010年）
- 『楽屋』-流れ去るものはやがてなつかしき-（2010年）
- 劇団ひまわり創立60周年記念公演『アンネ』（2011年）マルゴー役
- 『ピースリーディング Vol.14』（2011年）
- 土御門大路〜陰陽師・安倍晴明と貴船の女（能・鉄輪より）（2012年）白拍子役
- 祈り2012 〜つめたいよるに〜（2012年）
- 音楽劇 蒼穹のファフナー（2012年）立上芹役
- 音楽劇 瀧廉太郎の友人、と知人とその他諸々（2014年）フク役
- 詠舞台 『蟲師』（2015年）花惑い、みき役[注 2]ただし、役名が出来ても舞台上呼ばれる事はない。[注 3]
- 声の優れた俳優によるドラマリーディング 日本文学名作選 第二弾「三四郎／門」（2016年11月30日 - 12月9日[注 4]、TOKYO FM HALL）
- 朗読劇『陰陽師』〜藤、恋せば 篇〜（陽公演：2017年7月19日 - 23日）[359]
- 砂岡事務所プロデュース リーディング公演『独立記念日』（2017年8月12日 - 13日）[360]
- 声の優れた俳優によるドラマリーディング 日本文学名作選 vol.5「銀河鉄道の夜」（2017年10月18日）
- 砂岡事務所プロデュース リーディング公演『独立記念日 Vol.2』（2018年2月4日）
- 音楽劇『ヨルハ Ver1.2』（2018年2月9日 - 13日）二号役
- 砂岡事務所プロデュース 音楽劇『Love's Labour's Lost』（2018年11月17日 - 25日）王女役
- 恋を読む「ぼくは明日、昨日のきみとデートする」（2019年3月16日）
- リーディングシアター「ダークアリス」（2019年6月2日）
- リーディングシアターVol.1 RAMPO in the DARK[注 5][361]（2020年7月10日 - 24日[注 6]）
- SCORE!! 〜Musical High School〜（2021年7月24日 - 25日）[362]
- アマネ†ギムナジウム オンステージ（2022年4月22日 - 5月15日）宮方天音役（声の出演）[363]
- ミュージカル「シデレウス」（2022年6月19日 - 30日）マリア役[364]
- NieR:Automata FAN FESTIVAL 12022 壊レタ五年間ノ声(2022/11/25～2022/11/26)[365]
- 舞台「キングダム」（2023年2月5日 - 27日）紫夏 役（Wキャスト）[366]
- 兵庫芸術文化センター管弦楽団・音楽詩『火垂るの墓』（2023年9月17日）ステージ上朗読・節子役[367]
- 第45回世界遺産劇場 目で、耳で、心で― 嚴島神社で夢現のひととき 声優朗読劇（2023年10月20日 - 21日）[368]
- リーディングステージ「東京クロノス 渋谷隔絶」（2024年3月30日） - 神谷雹夏 役[369]

#### 石川由依ソロプロジェクト「UTA-KATA」
- 石川由依 UTA-KATA Vol.1 〜夜明けの吟遊詩人〜 （2020年1月11日、2月15日、2月23日、3都市6公演）
- 石川由依 UTA-KATA Vol.2 〜歌売りの少女〜 （2022年9月10日 - 11日、9月17日、9月25日、11月27日、3都市8公演）

### テレビドラマ
- 怖い日曜日（NTV）
- 金曜時代劇『柳生十兵衛七番勝負』（2005年、NHK）茶屋の娘役
- 連続テレビ小説『純情きらり』（2006年、NHK）第71・72回 女学生役

### 映画
- 『Green Flash』（グリーンフラッシュ）（2015年、木村由香）
- 東京流氷〜COOL IT DOWN〜（2022年、雪の声[370]）

### 特撮
- 『横浜見聞伝スター☆ジャン』Episode:2（2016年4月24日、TVK）

### 映像商品
- 「進撃!トレジャーハントメイキング」Vol.1[371] - 3（2016年） - 進撃！巨人中学校1 - 3 きゃにめ.jp限定版特典
- NieR Music Concert & Talk Live≪滅ビノシロ 再生ノクロ≫（2016年）[372]
- NieR Music Concert Blu-ray≪人形達ノ記憶≫（2017年）[373]
- 石川由依 UTA-KATA Vol.1 〜夜明けの吟遊詩人〜 東京公演（2021年1月13日）[374]

### ASMR
- 空と森と川と月と幼馴染（2021年、美月[375]）
- おちゃのこ（2021年、牧之原玉露[376]）
- あのとき、あのひ、あなたのふゆやすみ（2022年、ひとみ[377]）

### その他コンテンツ
- 劇場版『スパイダーマン』
- キヤノンVP『2002新製品発表会』（ナレーション）
- こどもにんぎょう劇場『ジェニイ』（NHK教育）
- 「LIVE DAM STUDIUM」声優歌唱コンテンツ『あにそんボーカル』声優さんVer.（君をのせて）[378]
- アトラス新RPGプロジェクト「PROJECT Re FANTASYコンセプトビデオ」（モノローグ[379]）
- 青森県の観光プロモーション映像「君と“2人”で楽しむ青森県」〜津軽編〜[380]
- 代々木アニメーション学院×進撃の巨人コラボ体験入学 メッセージ動画出演[381]
- 椿町ロンリープラネット（2019年、飛梅洋） - マーガレット2019年10・11合併号、16号、単行本14巻付録[382]
- ひらかたパーク（2019年、『進撃の巨人展FINAL』）[383]
- THE STORY TELLERS『指切り』『お店と同じ味』（2021年、ストテラ TELLER[384]）
- 東京カメラ部2021写真展 Online Exhibition メッセージ動画（2021年、ナレーション[385][386]）
- 妄想グルメ漫画『佐賀海苔主役祭り』（2021年）[387]
- ドラマレコード「時代劇だよ！アリス・ギア・アイギス」（2021年、百科文嘉[388]）
- 八日後、君も消えるんだね（2022年、河原凪[389]）
- パチスロ『ゼーガペイン2』（2022年、バスフォータ[390]）
- 短編小説集『キミがこの物語を読んでくれる日まで』（朗読[391]）
- オーディオブック『陰キャだった俺の青春リベンジ 天使すぎるあの娘と歩むReライフ』（2022年[392]）

## ディスコグラフィ

### シングル
| 発売日        | タイトル           | 規格品番  | 備考                                  |
| ------------- | ------------------ | --------- | ------------------------------------- |
| 2014年7月16日 | ルシフェルの罪と罰 | DKRE-0003 | 映画『Green Flash』オープニングテーマ |

### アルバム
|        | 発売日         | タイトル                                                               | 規格品番   | 規格品番   | 備考                                                       |
| 通常盤 | 発売日         | タイトル                                                               | 初回限定盤 |            | 備考                                                       |
| ------ | -------------- | ---------------------------------------------------------------------- | ---------- | ---------- | ---------------------------------------------------------- |
|        | 2020年10月21日 | Letters and Doll 〜Looking back on the memories of Violet Evergarden〜 | LACA-15829 |            | アニメ『ヴァイオレット・エヴァーガーデン』ボーカルアルバム |
| 1st    | 2021年1月13日  | UTA-KATA 旋律集 Vol.1 〜夜明けの吟遊詩人〜                             | HTCP-00001 | HTCP-00002 | アニメイト限定                                             |
| 2nd    | 2024年9月20日  | UTA-KATA 旋律集 Vol.2 〜歌売りの少女〜                                 | HTCP-00012 | HTCP-00008 | アニメイト限定                                             |

### キャラクターソング
| 発売日   | 商品名                                                                                           | 歌 | 楽曲 | 備考                                                                                                |
| 2007年   | 2007年                                                                                           | 2007年 | 2007年 | 2007年                                                                                              |
| -------- | ------------------------------------------------------------------------------------------------ | --- | --- | --------------------------------------------------------------------------------------------------- |
| 7月11日  | ヒロイック・エイジ オリジナルサウンドトラック I（STAR WAY）                                      | ディアネイラ（石川由依） | 「Azurite 〜for luster star ディアネイラ〜」                                                                | テレビアニメ『ヒロイック・エイジ』エンディングテーマ                                                |
| 9月26日  | ヒロイックエイジ オリジナルサウンドトラックアルバム II（帰還）                                   | ディアネイラ（石川由依） | 「Flowery」                                                                                                 | テレビアニメ『ヒロイック・エイジ』関連曲                                                            |
| 2008年   |                                                                                                  | | | |
| 1月28日  | ヒロイック・エイジ SIDEWAY II                                                                    | ディアネイラ（石川由依）、ユティ（小清水亜美） | 「学園天国」                                                                                                | テレビアニメ『ヒロイック・エイジ』関連曲                                                            |
| 2015年   |                                                                                                  | | | |
| 11月18日 | 反撃の大地                                                                                       | エレン・イェーガー（梶裕貴）、ジャン・キルシュタイン（谷山紀章）、ミカサ・アッカーマン（石川由依） from attackers | 「反撃の大地」                                                                                              | テレビアニメ『進撃！巨人中学校』エンディングテーマ                                                  |
| 12月30日 | TVアニメ「蒼穹のファフナー EXODUS」キャラクターソングアルバム                                    | 水鏡美三香（石川由依） | 「Go!Go!最強ロボ」                                                                                          | テレビアニメ『蒼穹のファフナー EXODUS』関連曲                                                       |
| 2016年   |                                                                                                  | | | |
| 9月21日  | 「クオリディア・コード」 オリジナル・サウンドトラック                                            | 宇多良カナリア（石川由依） | 「EUPHORIC」 「Good night, Canary」 「TIME TO GO」                                                          | テレビアニメ『クオリディア・コード』挿入歌                                                          |
| 11月16日 | ガーリッシュ ナンバー/Bloom                                                                      | ガーリッシュ ナンバー | 「Bloom」                                                                                                   | テレビアニメ『ガーリッシュ ナンバー』オープニングテーマ                                             |
| 12月7日  | ガーリッシュ ナンバー/今は短し夢見よ乙女                                                         | ガーリッシュ ナンバー | 「今は短し夢見よ乙女」                                                                                      | テレビアニメ『ガーリッシュ ナンバー』エンディングテーマ                                             |
| 12月7日  | ガーリッシュ ナンバー/今は短し夢見よ乙女                                                         | ガーリッシュ ナンバー | 「虹色Sunrise」                                                                                             | テレビアニメ『ガーリッシュ ナンバー』挿入歌                                                         |
| 12月14日 | いただき☆ハイテンション/SSS                                                                      | ガーリッシュ ナンバー | 「いただき☆ハイテンション」                                                                                 | テレビアニメ『ガーリッシュ ナンバー』挿入歌                                                         |
| 12月21日 | 明日への途中で                                                                                   | ガーリッシュ ナンバー、桜ヶ丘七海（佐藤亜美菜） | 「明日への途中で」                                                                                          | テレビアニメ『ガーリッシュ ナンバー』挿入歌                                                         |
| 2017年   |                                                                                                  | | | |
| 3月15日  | TVアニメ「進撃の巨人」キャラクターイメージソングシリーズ Vol.02 ミカサ・アッカーマン             | ミカサ・アッカーマン（石川由依） | 「No matter where you are」                                                                                 | テレビアニメ『進撃の巨人』関連曲                                                                    |
| 3月29日  | レコラヴ オリジナルサウンドトラック                                                              | 妃月凜世（石川由依） | 「放課後、夕闇で…（妃月凜世）〜 ending theme arr. B」 「放課後、夕闇で…（妃月凜世）〜 ending theme arr. G」 | ゲーム『レコラヴ』エンディングテーマ                                                                |
| 3月29日  | 「ガーリッシュナンバー」キャラクターソング・ミニアルバム〜Growing!〜                             | 片倉京（石川由依） | 「Last Blue」                                                                                               | テレビアニメ『ガーリッシュ ナンバー』関連曲                                                         |
| 3月29日  | 「ガーリッシュナンバー」キャラクターソング・ミニアルバム〜Growing!〜                             | ガーリッシュ ナンバー＋桜ヶ丘七海（佐藤亜美菜） | 「Growing!」                                                                                                | テレビアニメ『ガーリッシュ ナンバー』関連曲                                                         |
| 11月22日 | エロマンガ先生 Blu-ray & DVD 6巻 完全生産限定版特典CD                                            | 高砂智恵（石川由依） | 「物語のそばで」                                                                                            | テレビアニメ『エロマンガ先生』関連曲                                                                |
| 2018年   |                                                                                                  | | | |
| 9月25日  | アリス・ギア・アイギス オリジナルサウンドトラック                                                | 比良坂夜露（沼倉愛美）、兼志谷シタラ（内田真礼）、百科文嘉（石川由依） | 「Over the Future」                                                                                         | ゲーム『アリス・ギア・アイギス』オープニングテーマ                                                  |
| 9月25日  | アリス・ギア・アイギス オリジナルサウンドトラック                                                | 比良坂夜露（沼倉愛美）、兼志谷シタラ（内田真礼）、百科文嘉（石川由依） | 「Over the Future -Another take-」                                                                          | ゲーム『アリス・ギア・アイギス』関連曲                                                              |
| 2019年   |                                                                                                  | | | |
| 5月29日  | ようこそジャパリパークへ 〜こんぷりーとべすと〜                                                  | うぃあーふれんず！ | 「ようこそジャパリパークへ（ただいま ver.）」                                                               | テレビアニメ『けものフレンズ2』エンディングテーマ                                                   |
| 6月19日  | フレンズビート！                                                                                 | サーバル（尾崎由香）とカラカル（小池理子）とキュルル（石川由依） | 「ジャパリダンス！」                                                                                        | テレビアニメ『けものフレンズ2』関連曲                                                               |
| 9月25日  | TVアニメーション『アズールレーン』キャラクターソングシングル Vol.1 エンタープライズ              | エンタープライズ（石川由依） | 「Pledge of liberation」 「悠久のカタルシス」                                                               | テレビアニメ『アズールレーン』関連曲                                                                |
| 12月12日 | 新サクラ大戦 初回限定版特典CD「歴代歌謡集」                                                      | 神崎すみれ（富沢美智恵）、竜胆カオル（石川由依）、大葉こまち（白石涼子） | 「スタァ誕生」                                                                                              | ゲーム『新サクラ大戦』関連曲                                                                        |
| 12月28日 | アズールレーン キャラクターソング Vol.2                                                          | エンタープライズ（石川由依） | 「Phantom 9」                                                                                               | ゲーム『アズールレーン』関連曲                                                                      |
| -        | -                                                                                                | メルディ（石川由依） | 「リトルトリックスター☆」                                                                                   | ゲーム『エンゲージプリンセス〜眠れる姫君と夢の魔法使い〜』挿入歌                                    |
| 2020年   |                                                                                                  | | | |
| 4月8日   | TVアニメーション『アズールレーン』バディキャラクターソングシングル Vol.5 エンタープライズ & 赤城 | エンタープライズ（石川由依）、赤城（中原麻衣） | 「Re:frain」 「悠久のカタルシス」                                                                           | テレビアニメ『アズールレーン』関連曲                                                                |
| 11月25日 | LET'S CLIMB↑                                                                                     | 花宮女子クライミング部 | 「LET'S CLIMB↑」                                                                                            | テレビアニメ『いわかける！ - Sport Climbing Girls -』エンディングテーマ                             |
| 11月25日 | LET'S CLIMB↑                                                                                     | 上原隼（石川由依） | 「LET'S CLIMB↑」                                                                                            | テレビアニメ『いわかける！ - Sport Climbing Girls -』エンディングテーマ                             |
| 11月25日 | LET'S CLIMB↑                                                                                     | 笠原好（上坂すみれ）、上原隼（石川由依） | 「Feel of the moment」                                                                                      | テレビアニメ『いわかける！ - Sport Climbing Girls -』関連曲                                         |
| 2021年   |                                                                                                  | | | |
| 2月27日  | ALTDEUS: Beyond Chronos Original Sound Track                                                     | アニマ（石川由依） | 「vs Yamato」                                                                                               | ゲーム『ALTDEUS: Beyond Chronos』挿入歌                                                             |
| 7月21日  | トロピカル〜ジュ！プリキュア ボーカルアルバム 〜トロピカる！MUSIC BOX〜                          | トロピカる部 | 「Viva! Spark!トロピカル〜ジュ！プリキュア トロピカる部Ver.」                                               | テレビアニメ『トロピカル〜ジュ！プリキュア』関連曲                                                  |
| 7月21日  | トロピカル〜ジュ！プリキュア ボーカルアルバム 〜トロピカる！MUSIC BOX〜                          | 一之瀬みのり（石川由依） | 「My Story」                                                                                                | テレビアニメ『トロピカル〜ジュ！プリキュア』関連曲                                                  |
| 7月21日  | トロピカル〜ジュ！プリキュア ボーカルアルバム 〜トロピカる！MUSIC BOX〜                          | キュアサマー（ファイルーズあい）、キュアコーラル（花守ゆみり）、キュアパパイア（石川由依）、キュアフラミンゴ（瀬戸麻沙美）、キュアラメール（日高里菜） | 「おもいきりトロピカル！」                                                                                  | テレビアニメ『トロピカル〜ジュ！プリキュア』関連曲                                                  |
| 8月11日  | Viva! Spark!トロピカル〜ジュ!プリキュア with トロピカる部/なかよしのうた/あこがれ Go My Way!!    | Machico、コーラス：トロピカる部 | 「Viva! Spark!トロピカル〜ジュ！プリキュア with トロピカる部」                                              | テレビアニメ『トロピカル〜ジュ！プリキュア』後期オープニングテーマ                                  |
| 10月20日 | シャンティア〜しあわせのくに〜                                                                   | キュアサマー（ファイルーズあい）、キュアコーラル（花守ゆみり）、キュアパパイア（石川由依）、キュアフラミンゴ（瀬戸麻沙美）、キュアラメール（日高里菜） | 「シャンティア〜しあわせのくに〜」                                                                          | 劇場アニメ『映画 トロピカル〜ジュ!プリキュア 雪のプリンセスと奇跡の指輪!』挿入歌                    |
| 10月20日 | シャンティア〜しあわせのくに〜                                                                   | キュアサマー（ファイルーズあい）、キュアコーラル（花守ゆみり）、キュアパパイア（石川由依）、キュアフラミンゴ（瀬戸麻沙美）、キュアラメール（日高里菜）、キュアブロッサム（水樹奈々）、キュアマリン（水沢史絵）、キュアサンシャイン（桑島法子）、キュアムーンライト（久川綾） | 「シャンティア〜しあわせのくに〜」（エンディング主題歌Ver.）                                                | 劇場アニメ『映画 トロピカル〜ジュ!プリキュア 雪のプリンセスと奇跡の指輪!』エンディングテーマ        |
| 10月20日 | パニシング：グレイレイヴン オリジナル・サウンドトラック Vol.1                                    | ルシア（石川由依） | 「二輪の花」                                                                                                | ゲーム『パニシング：グレイレイヴン』関連曲                                                          |
| 11月17日 | 走れ！「バトルアスリーテス大運動会 ReSTART!」究極のキャラソンアルバム                            | エヴァ・ガレンシュタイン（石川由依） | 「HIKARI」                                                                                                  | テレビアニメ『バトルアスリーテス大運動会 ReSTART!』関連曲                                           |
| 2022年   |                                                                                                  | | | |
| 2月2日   | トロピカル〜ジュ！プリキュア ボーカルベスト                                                      | ローラ（日高里菜）、夏海まなつ（ファイルーズあい）、涼村さんご（花守ゆみり）、一之瀬みのり（石川由依）、滝沢あすか（瀬戸麻沙美） | 「なかよしのうた〜いっしょにうたおう♪だいすきなともだち〜」                                                 | テレビアニメ『トロピカル〜ジュ!プリキュア』挿入歌                                                   |
| 4月27日  | 明日ちゃんのセーラー服 BD / DVD 第1巻完全生産限定版特典CD                                        | 蠟梅学園中等部1年3組 | 「はじまりのセツナ」                                                                                        | テレビアニメ『明日ちゃんのセーラー服』オープニングテーマ                                            |
| 9月15日  | フェアリーフェンサー エフ Refrain Chord サウンドトラック                                         | フルール（石川由依） | 「祈りの音色」                                                                                              | ゲーム『フェアリーフェンサー エフ Refrain Chord』オープニングテーマ                                 |
| -        | -                                                                                                | 芸者・美智子（石川由依） | 「In between the scenes」                                                                                   | ゲーム『IdentityV 第五人格』関連曲                                                                  |
| 2023年   |                                                                                                  | | | |
| 8月12日  | C102 百科 文嘉＆兼志谷 シタラ キャラクターソングCD                                               | 百科文嘉（石川由依）、兼志谷シタラ（内田真礼） | 「PENETRATE」                                                                                               | ゲーム『アリス・ギア・アイギス』関連曲                                                              |
| 11月29日 | 愛じゃなくちゃ / ココロふわり                                                                    | 比良坂夜露（沼倉愛美）、兼志谷シタラ（内田真礼）、百科文嘉（石川由依） | 「ココロふわり」                                                                                            | OVA『アリス・ギア・アイギス 〜ドキッ！アクトレスだらけのマーメイドグランプリ♡〜』エンディングテーマ |
| -        | -                                                                                                | 震離・ツクヨミ（石川由依） | 「ツキアカリ」                                                                                              | ゲーム『エーテルゲイザー』関連曲                                                                    |
| -        | -                                                                                                | アルファ（石川由依） | 「鳴響」 | ゲーム『パニシング：グレイレイヴン』関連曲                                                          |
| 2024年   |                                                                                                  | | | |
| 3月27日  | TVアニメ『外科医エリーゼ』オリジナルサウンドトラック                                             | エリーゼ（石川由依） | 「believer」                                                                                                | テレビアニメ『外科医エリーゼ』オープニングテーマ                                                    |
| 7月10日  | 月ノヒカリ                                                                                       | どりきゅん | 「Ignition」                                                                                                | ゲーム『IDOLY PRIDE』関連曲                                                                         |
| 12月11日 | ウマ娘 プリティーダービー WINNING LIVE 23                                                        | ビワハヤヒデ（近藤唯）、エアシャカール（津田美波）、ナリタタイシン（渡部恵子）、シンボリクリスエス（春川芽生）、タニノギムレット（松岡美里）、ST-2（シュガーライツ）（石川由依）                                                                                             | 「O - ロライズ」                                                                                            | ゲーム『ウマ娘 プリティーダービー』関連曲                                                           |
| 2025年   |                                                                                                  | | | |
| 10月22日 | メメントモリ Lament Collection Vol.3 〜Witches of Qlipha〜                                       | オフィーリア（石川由依） | 「V. THE CRYSTAL」                                                                                          | ゲーム『メメントモリ』関連曲                                                                        |

### その他参加楽曲
| 発売日         | 商品名                                              | 歌                                          | 楽曲                                           | 備考                                                                               |
| -------------- | --------------------------------------------------- | ------------------------------------------- | ---------------------------------------------- | ---------------------------------------------------------------------------------- |
| 2004年11月11日 | 空ノ色                                              | 石川由依、小峰公子                          | 「月ノ森」                                     | ミュージカル『空色勾玉』劇中歌                                                     |
| 2019年6月19日  | 真実への進撃                                        | Linked Horizon（Vo.石川由依）               | 「13の冬」                                     |                                                                                    |
| 2022年9月21日  | CrosSing Collection vol.1                           | 石川由依                                    | 「いのちの名前」                               | カバーソングプロジェクト『CrosSing - Music & Voice-』関連曲                        |
| 2023年11月22日 | CrosSing Collection vol.3                           | 石川由依                                    | 「Weight of the World/壊レタ世界ノ歌」         | カバーソングプロジェクト『CrosSing - Music & Voice-』関連曲                        |
| 2024年3月20日  | 感涙デトックス朗読 ボクと7通の手紙 アニメイト限定盤 | 石川由依                                    | 「ボクとお父さん」                             |                                                                                    |
| 2024年8月7日   | 進撃の記憶                                          | Linked Horizon（Vo.Revo、石川由依、梶裕貴） | 「二千年... 若しくは... 二万年後の君へ・・・」 | テレビアニメ『進撃の巨人 The Final Season 完結編（後編）』主題歌                   |
| 2025年2月26日  | CrosSing Collection vol.5                           | 石川由依                                    | 「悪魔の子」                                   | ヒグチアイのカバー。カバーソングプロジェクト『CrosSing - Music & Voice-』関連曲 。 |
| 2025年5月30日  | Dreaming of Tomorrow                                | 石川由依                                    | 「Dreaming of Tomorrow」                       |                                                                                    |

## ライブ

### 合同ライブ
| 出演日        | タイトル                            | 会場         |
| ------------- | ----------------------------------- | ------------ |
| 2024年1月20日 | 全プリキュア 20th Anniversary LIVE! | 横浜アリーナ |